# Suchanalyse
Unter Suchanalyse versteht man die Verwendung von Suchdaten zur Untersuchung bestimmter Interaktionen zwischen Web-Suchenden, der Suchmaschine oder dem Inhalt während der Suchvorgänge. Die daraus resultierende Analyse und Aggregation von Suchmaschinenstatistiken kann im Suchmaschinenmarketing (SEM) und in der Suchmaschinenoptimierung (SEO) verwendet werden. Die Suchanalyse hilft Website-Betreibern, ihre Leistung in Suchmaschinen auf der Grundlage der Ergebnisse zu verstehen und zu verbessern, z.&mbsp;B. bei der Identifizierung besonders wertvoller Website-Besucher oder beim Verständnis der Nutzerabsichten. Die Suchanalyse umfasst Trends und Analysen des Suchvolumens, die Rückwärtssuche (Eingabe von Websites, um deren Schlüsselwörter zu sehen), die Überwachung von Schlüsselwörtern, Suchergebnis- und Anzeigenhistorie, Statistiken zu Werbeausgaben, Website-Vergleiche, Affiliate-Marketing-Statistiken, multivariate Anzeigentests u. a.
Suchanalysedaten können auf verschiedene Weise gesammelt werden. Suchmaschinen bieten mit Diensten wie Google Analytics, Google Trends und Google Insights Zugang zu ihren eigenen Daten. Dienste von Drittanbietern müssen ihre Daten von Internetdiensteanbietern, Telefonanbietersoftware oder durch das Scannen von Suchmaschinen sammeln. Die Erhebung von Verkehrsstatistiken von Internetdienstanbietern und Telefonanbietern ermöglicht eine umfassendere Berichterstattung über den Internetverkehr zusätzlich zu den Suchanalysen. Dienste, die die Überwachung von Schlüsselwörtern durchführen, erfassen nur eine begrenzte Anzahl von Suchergebnissen, je nach den Bedürfnissen ihrer Kunden. Dienste, die eine umgekehrte Suche anbieten, müssen dagegen eine große Anzahl von Schlüsselwörtern aus den Suchmaschinen auslesen, in der Regel mehrere Millionen, um die Schlüsselwörter zu finden, die von allen verwendet werden.